# Dominic Solanke
Dominic Ayodele Solanke-Mitchell (Reading, 1997. szeptember 14. –) nigériai származású angol válogatott labdarúgó, a Tottenham Hotspur játékosa.

## Pályafutása
2004 óta a Chelsea FC akadémiájának játékosa. A 2013-14-es szezonban a Chelsea U18-as csapatában 25 mérkőzésen 20 gólt szerzett. A 2014–2015-ös szezontól az első keret tagja lett José Mourinhónál. 2014 szeptemberében aláírta első profi szerződését. Október 18-án a Crystal Palace elleni bajnoki mérkőzésen a kispadon kapott szerepet. Három nappal később a bajnokok ligájában az NK Maribor elleni csoportmérkőzésen a 73. percben debütált Oscar cseréjeként a 6-0-ra megnyert mérkőzésen. Ezzel a Chelsea történetének legfiatalabb bajnokok ligája játékosává vált.
2015. augusztus 4-én a holland élvonalbeli Vitesse együtteséhez került kölcsönbe. Augusztus 23-án mutatkozott be a Feyenoord csapata ellen 2–1-re elvesztett bajnoki mérkőzésen. Egy héttel később az SC Cambuur ellen 15 perc játéklehetőség elég volt számára, hogy a 4–1-re megnyert találkozón megszerezze első gólját. 25 bajnokin 7 gólt szerzett a szezon során, valamint egy alkalommal a kupában is pályára lépett. Miután visszatért a Chelsea-hez csak a kispadon kapott lehetőséget. 2017 februárjában Antonio Conte megerősítette, hogy nem sikerült a szerződését meghosszabbítani.
2017. július 10-én a Liverpoolhoz írt alá. Augusztus 15-én mutatkozott be tétmérkőzésen a német Hoffenheim elleni bajnokok ligája rájátszáson.
2019. január 4-én a Bournemouth szerződtette.
2024 nyarán a Tottenham Hotspur csapatához igazolt, mindkét csapat számára klubrekordnak számító 65 millió fontos összegért.

## Válogatott
Solanke képviseltette magát az angol U16-os labdarúgó-válogatottban, a angol U17-es labdarúgó-válogatottban és az angol U18-as labdarúgó-válogatottban. Az Angol U17-es labdarúgó-válogatott tagjaként részt vett a 2014-es U17-es labdarúgó-Európa-bajnokságon, amelyet Máltán rendeztek meg. Végül megnyerték az U17-es labdarúgó-Európa-bajnokságot és 4 góllal gólkirály lett.

## Statisztika
2023. december 23. állapot szerint.
| Klub            | Szezon   | Bajnokság      | Bajnokság | Bajnokság | FA-kupa | FA-kupa | Ligakupa | Ligakupa | Nemzetközi | Nemzetközi | Egyéb | Egyéb | Összesen | Összesen |
| Klub            | Szezon   | Osztály        | Mérk.     | Gól       | Mérk.   | Gól     | Mérk.    | Gól      | Mérk.      | Gól        | Mérk. | Gól   | Mérk.    | Gól      |
| --------------- | -------- | -------------- | --------- | --------- | ------- | ------- | -------- | -------- | ---------- | ---------- | ----- | ----- | -------- | -------- |
| Chelsea         | 2014–15  | Premier League | 0         | 0         | 0       | 0       | 0        | 0        | 1          | 0          | —     | —     | 1        | 0        |
| Chelsea         | 2016–17  | Premier League | 0         | 0         | 0       | 0       | —        | —        | —          | —          | —     | —     | 0        | 0        |
| Chelsea         | Összesen | Összesen       | 0         | 0         | 0       | 0       | 0        | 0        | 1          | 0          | 0     | 0     | 1        | 0        |
| Vitesse         | 2015–16  | Eredivisie     | 25        | 7         | 1       | 0       | 0        | 0        | —          | —          | —     | —     | 26       | 7        |
| Vitesse         | Összesen | Összesen       | 25        | 7         | 1       | 0       | 0        | 0        | 0          | 0          | 0     | 0     | 26       | 7        |
| Liverpool       | 2017–18  | Premier League | 21        | 1         | 1       | 0       | 1        | 0        | 4          | 0          | —     | —     | 27       | 1        |
| Liverpool       | 2018–19  | Premier League | 0         | 0         | —       | —       | 0        | 0        | 0          | 0          | —     | —     | 0        | 0        |
| Liverpool       | Összesen | Összesen       | 21        | 1         | 1       | 0       | 1        | 0        | 4          | 0          | 0     | 0     | 27       | 1        |
| AFC Bournemouth | 2018–19  | Premier League | 10        | 0         | 0       | 0       | —        | —        | —          | —          | —     | —     | 10       | 0        |
| AFC Bournemouth | 2019–20  | Premier League | 32        | 3         | 2       | 1       | 2        | 0        | —          | —          | —     | —     | 36       | 4        |
| AFC Bournemouth | 2020–21  | Championship   | 40        | 15        | 2       | 0       | 1        | 0        | —          | —          | 2     | 0     | 45       | 15       |
| AFC Bournemouth | 2021–22  | Championship   | 46        | 29        | 1       | 0       | 1        | 1        | —          | —          | —     | —     | 48       | 30       |
| AFC Bournemouth | 2022–23  | Premier League | 33        | 6         | 1       | 1       | 1        | 0        | —          | —          | —     | —     | 35       | 7        |
| AFC Bournemouth | 2023–24  | Premier League | 17        | 11        | 0       | 0       | 3        | 1        | —          | —          | —     | —     | 20       | 12       |
| AFC Bournemouth | Összesen | Összesen       | 178       | 64        | 6       | 2       | 8        | 2        | 0          | 0          | 2     | 0     | 194      | 68       |
| Összesen        | Összesen | Összesen       | 224       | 72        | 8       | 2       | 9        | 2        | 5          | 0          | 2     | 0     | 248      | 76       |

## Sikerei, díjai

### Klub
- Chelsea ifjúsági
  - FA Youth Cup: 2013–14, 2014–15
  - UEFA Ifjúsági Liga: 2014–15

- Tottenham Hotspur
  - Európa-liga: 2024–25

### Válogatott
- Anglia U17
  - U17-es labdarúgó-Európa-bajnokság: 2014
- Anglia U20
  - U20-as világbajnok: 2017

### Egyéni
- U17-es labdarúgó-Európa-bajnokság gólkirálya: 2014
- U20-as labdarúgó-világbajnokság aranylabda: 2017
- Premier League – A hónap játékosa díj: 2023. december

## További Információk
- Dominic Solanke pályafutásának statisztikái a Soccerbase oldalon (angolul)

- Dominic Solanke adatlapja a Transfermarkt adatlapján (angolul)